# Legend of the Skyfish
Legend of the Skyfish est un jeu vidéo d'action et de puzzle développé par Mgaia Studio et édité par Crescent Moon Games, sorti en 2016 sur Windows, Mac, iOS et Android.

## Accueil
- Canard PC : 5/10[1]